# باشگاه فوتبال بعثت کرمانشاه
باشگاه فوتبال بعثت کرمانشاه یک باشگاه فوتبال خصوصی در شهر کرمانشاه، ایران است که در سال ۱۳۹۱ تأسیس شده است. این باشگاه هم‌اکنون در لیگ آزادگان حضور دارد.
این باشگاه در رده‌های نوجوانان و جوانان و امید و بزرگسال فعالیت می‌کند . و هوادارن این تیم تعصب بسیار زیادی روی تیمشان دارند

## پیشینه
این تیم در سال ۱۳۹۱ کار خود را از لیگ استانی آغاز کرد و با بازیکنان بومی خود موفق شد به لیگ دسته دوم صعود کند. باشگاه بعثت در سال ۱۴۰۳ با خریدن امتیاز باشگاه فوتبال کویر مقوای تهران که تازه به لیگ دسته یک صعود کرده‌بود جواز حضور در سری مسابقات لیگ یک (جام آزادگان) را دریافت کرد.

## ورزشگاه خانگی
ورزشگاه آزادی کرمانشاه (یا استادیوم خسروپرویز پیشین) یک ورزشگاه فوتبال در شهر کرمانشاه است که شامل سه زمین چمن برای بازی و تمرین فوتبال و دو و میدانی است. این ورزشگاه در مجموعه ورزشی آزادی کرمانشاه قرار دارد و در مالکیت اداره ورزش و جوانان کرمانشاه می‌باشد.

## بازیکنان
فهرست بازیکنان بعثت کرمانشاه در فصل ۱۴۰۳–۰۴
- آخرین بروز رسانی: ۵ مهر ۱۴۰۳

| شماره |       | نقش      | بازیکن              |
| ----- | ----- | -------- | ------------------- |
| ۱     | ایران | دروازبان | ایمان نامداری دهلقی |
| ۳     | ایران | دفاع     | محمدجواد جلالی      |
| ۵     | ایران | دفاع     | مجتبی ممشلی         |
| ۷     | ایران | مهاجم    | شایان حسنی          |
| ۱۰    | ایران | هافبک    | سجاد سیاه کمری      |
| ۱۱    | ایران | مهاجم    | عماد میرجوان        |
| ۱۲    | ایران | هافبک    | حمیدرضا زارعی       |
| ۱۵    | ایران | دفاع     | محمد زارعی          |
| ۱۷    | ایران | مهاجم    | محمدمهدی مهدی‌خانی   |
| ۲۲    | ایران | دروازبان | علیرضا حیدری        |
| ۲۳    | ایران | مهاجم    | متین نوری           |
| ۲۵    | ایران | مهاجم    | محمدرضا چراغی       |
| ۲۶    | ایران | دفاع     | علیرضا الماسی       |
| ۲۷    | ایران | هافبک    | حسین ابراهیمی       |
| ۴۴    | ایران | دروازبان | امیرحسین علی‌حسینی   |
| ۵۵    | ایران | هافبک    | نیما نصرالله        |
| ۶۰    | ایران | مدافع    | معین آق             |
| ۷۰    | ایران | مهاجم    | احمد الجبوری        |
| ۷۱    | ایران | مدافع    | امید سلطانی         |
| ۷۲    | ایران | مهاجم    | مهدی ایزدی          |
| ۹۰    | ایران | مهاجم    | فؤاد تجری           |

| شماره |       | نقش   | بازیکن           |
| ----- | ----- | ----- | ---------------- |
| ۹۸    | ایران | هافبک | محسن کریمی       |
| ۹۹    | ایران | مدافع | امیرحسین خانی    |
|       | ایران | مدافع | یوسف وکیا        |
|       | ایران | مدافع | علی خدایی        |
|       | ایران | مدافع | مهدی رستمی       |
|       | ایران | مدافع | مرتضی آقاخان     |
|       | ایران | هافبک | وحید نورمحمدی    |
|       | ایران | مهاجم | حامد اکبری‌پور    |
|       | ایران | هافبک | مجتبی محبوب مجاز |
|       | ایران | هافبک | وحید امانی       |
|       | ایران | مهاجم | عباس زراعتکار    |
|       | ایران | مهاجم | اسماعیل شریفات   |
|       | ایران | هافبک | احمدرضا جنادله   |
|       | ایران | هافبک | مهدی حنفی        |
|       | ایران | مهاجم | سینا حاتمی       |
|       | ایران | مهاجم | علی دلیر         |
|       | ایران | مهاجم | شهاب پیرا        |
|       | ایران | مدافع | مهدی داغر        |
|       | ایران | هافبک | سپهر اشرفی       |
|       | ایران | مدافع | عرفان ملاپور     |

## مفهوم کلمه بعثت
بعثت در اصطلاح به معنای برانگیختن و برگزیدن به معنای عامل برانگیختن و رسانیدن به مرحله‌ای خاص از تکامل است که در آن نوعی تحول وجود دارد.

## روند فصل به فصل
| فصل       | لیگ      | جایگاه  | جام حذفی                  | یادداشت                |
| --------- | -------- | ------- | ------------------------- | ---------------------- |
| ۱۳۹۱–۹۲   | استانی   | قهرمان  | راه پیدا نکرد             | صعود کرد               |
| ۱۳۹۲–۹۳   | دسته سوم | سوم     | راه پیدا نکرد             | صعود کرد               |
| ۱۳۹۳–۹۴   | دسته دوم | چهارم   | مرحله چهارم               |                        |
| ۱۳۹۴–۹۵   | دسته دوم | چهارم   | یک شانزدهم نهایی (انصراف) |                        |
| ۱۳۹۵–۹۶   | دسته دوم | نهم     | انصراف                    |                        |
| ۱۳۹۶–۹۷   | دسته دوم | هفتم    | انصراف                    |                        |
| ۱۳۹۷–۹۸   | دسته دوم | دهم     | انصراف                    |                        |
| ۱۳۹۸–۹۹   | دسته دوم | چهاردهم | انصراف                    | سقوط کرد               |
| ۱۳۹۹–۱۴۰۰ | دسته سوم | پنجم    | انصراف                    | صعود کرد (خرید امتیاز) |
| ۰۱–۱۴۰۰   | دسته دوم | دوازدهم | انصراف                    |                        |
| ۰۲–۱۴۰۱   | دسته دوم | هفتم    | یک شانزدهم نهایی          |                        |
| ۰۳–۱۴۰۲   | دسته دوم | پنجم    | انصراف                    | صعود کرد (خرید امتیاز) |